# Esotika Erotika Psicotika
Pour plus de détails, voir Fiche technique et Distribution.
Esotika Erotika Psicotika est un film érotique ouest-germano-italien réalisé par Radley Metzger et sorti en 1970.

## Synopsis
Dans leur château, un couple fortuné regarde un film érotique avec leur fils adulte. Plus tard dans la soirée, lors d'une fête foraine locale, ils aperçoivent une femme qui semble être l'une des actrices du film et décident de l'inviter chez eux. Bien qu'un visionnage ultérieur du film mette en doute l'identité de la femme, l'invitée de la maison parvient rapidement à séduire les différents membres de la famille.

## Fiche technique
- Titre original italien : Esotika Erotika Psicotika[1]
- Titre allemand : Das lüsterne Quartet
- Réalisateur : Radley Metzger
- Scénario : Radley Metzger, Michael DeForrest, Alberto Cavallone (dialogues)
- Photographie : Hans Jura
- Montage : Amedeo Salfa
- Musique : Stelvio Cipriani
- Décors : Enrico Sabbatini
- Production : Radley Metzger
- Société de production : Cinemar, Peter Carsten Produktion
- Pays de production :  Italie -  Allemagne de l'Ouest
- Langue de tournage : Italien
- Format : Couleur par Eastmancolor - 1,85:1 - Son mono - 35 mm
- Durée : 97 minutes (1 h 37)
- Genre : Érotique
- Dates de sortie :
  - États-Unis : 13 octobre 1970 (New York)

## Distribution
- Silvana Venturelli : La visiteuse
- Frank Wolff : Le châtelain
- Erika Remberg : La femme du châtelain
- Paolo Turco : Le fils de châtelain